# Franciszek Wokroj
Franciszek Wokroj (ur. 12 października 1906 we Lwowie, zm. 29 kwietnia 1991 w Warszawie) – antropolog, archeolog, specjalizujący się w biometrii. prezes Polskiego Towarzystwa Ludoznawczego (1980-1982)

## Życiorys
Studiował na Uniwersytecie Lwowskim im. Jana Kazimierza na Wydziale Matematyczno-Przyrodniczym (1930–1936). Był ostatnim antropologiem wykształconym przez Jana Czekanowskiego we Lwowie oraz kontynuatorem jego antropologicznej szkoły. Za rozprawę pt. Badania antropologiczne na terytorium nordycznym Polski uzyskał tytuł magistra w 1937 r. Doktoryzował się w 1947 r. na podstawie rozprawy pt. Badania nad zróżnicowaniem społecznym, zawodowym i antropologicznym młodzieży wyższych szkół akademickich we Lwowie w roku akademickim 1937/1938 (promotor Jan Czekanowski). W 1954 r. ukazała się jego praca habilitacyjna pt. Koloniści niemieccy w Polsce – charakterystyka demograficzno-antropologiczna ludności kolonii Podkarpacia; nie habilitował się jednak, ponieważ w maju 1956 r. został docentem.
Franciszek Wokroj po studiach pracował jako asystent w Zakładzie Etnologii i Antropologii Uniwersytetu Jana Kazimierza we Lwowie pod kierownictwem Jana Czekanowskiego, w Zakładzie Antropologii Państwowego Uniwersytetu im. Iwana Franko (1940–1941) oraz w Zakładzie Antropologii Uniwersytetu Poznańskiego (od 1945 r.). Był rysownikiem w Zakładzie Geologii Uniwersytetu Lwowskiego, kierownikiem Zakładu Antropologii Uniwersytetu im. Mikołaja Kopernika w Toruniu (1956-1962) oraz Katedry Antropologii Uniwersytetu Poznańskiego. Tytuł profesora nadzwyczajnego nadała mu Rada Państwa w 1962 r. Po śmierci Ireneusza Michalskiego został kuratorem Zakładu Antropologii w Łodzi.
W 1980 r. został honorowym członkiem Polskiego Towarzystwa Ludoznawczego.

## Zainteresowania badawcze
Jego dorobek naukowy liczy około 75 prac o tematyce antropologiczno-społecznej, demograficznej, ontogenetycznej i kraniologicznej. Franciszek Wokroj swoją antropologiczną pracę wiązał z wieloma dyscyplinami humanistycznymi, takimi jak socjologia, archeologia, etnologia, demografia i medycyna. Był prekursorem badań paleostomatologicznych, konsekwentnie propagował klasyczną typologię swojego nauczyciela Jana Czekanowskiego, szczególnie metodę diagraficzną. Od 1953 r. co roku prowadził badania antropometryczne wśród studentów UAM w Poznaniu, a w latach późniejszych badania wśród licealistów z 13 miejscowości Wielkopolski i kilkunastu miejscowości Pomorza i Kujaw.
Przed II wojną światową brał udział w wykopaliskach prowadzonych przez czołowego archeologa tych czasów – Leona Kozłowskiego. W latach późniejszych osobiście kierował akademickimi badaniami terenowymi, prowadził również badania wśród kolonistów niemieckich na Podkarpaciu.
Współpracując z Józefem Kostrzewskim i Zdzisławem Rajewskim, wziął udział w wykopaliskach w Kruszwicy, Gnieźnie i Biskupinie, ponadto w badaniach wykopaliskowych średniowiecznych cmentarzy na Wolinie. Dzięki wynikom jego badań możliwa była rekonstrukcja ówczesnego stanu biologicznego Polski oraz ukazanie problemu etnogenezy.

## Pełnione funkcje
- delegat Ministra Oświaty w Warszawie do spraw repatriacji na miasto Lwów (od 1946)[5]
- sekretarz redakcji Przeglądu Antropologicznego (1950–1954)[3]
- zastępca redaktora naczelnego Przeglądu Antropologicznego[3]
- członek Komitetu Antropologicznego Polskiej Akademii Nauk (od 1956)[3]

- prodziekan Wydziału Biologii i Nauki o Ziemi UMK w Toruniu (1955–1957)[3]
- prezes PTL (od 1980–1982)[6]
- członek Związku Patriotów Polskich (ZPP)[5].

## Działalność dlaZwiązku Patriotów Polskich
W październiku 1946 r. Franciszek Wokroj wziął udział w jednym z ostatnich działań „walki o dobra kultury”; podczas tej misji wywoził książki naukowe i dzieła sztuki z Ukraińskiej Socjalistycznej Republiki Radzieckiej do Polski. W trakcie jej trwania zmagał się z brakiem funduszy niezbędnych do ich przetransportowania (potrzeba było 180 rubli). Ostatecznie zwrócił się za pośrednictwem ZG ZPP do Ambasady Rzeczpospolitej w Moskwie o niezwłoczne przesłanie niezbędnej kwoty na przewiezienie polskich dóbr kultury. 20 wagonów wypełnionych zbiorami Uniwersytetu Lwowskiego zostało dostarczonych do Polski 26 października 1946 r.

## Odznaczenia i medale[3]
Za swą działalność został wyróżniony:
- Odznaką 1000-lecia Państwa Polskiego
- Medalem Edukacji Narodowej
- Krzyżem Kawalerskim Orderu Odrodzenia Polski

## Uczniowie[3]
Franciszek Wokroj wykształcił około 50 magistrów antropologii i 11 doktorów – A. Malinowskiego (1967), A. Wiercińskiego (1969), B. Wypycha (1969), J. Piontka (1970), J. Budzyńską-Wentę (1970), C. Grzeszyka (1970), W. Berdychowskiego (1971), R. Łubę (1972), Cz. Białka, J. Byczyńskiego (1975), M. Polańskiego (1975).

## Publikacje[8]
1980 Ludność Cedyni wczesnośredniowiecznej w świetle antropologii. Poznań: Wydawnictwo Naukowe Uniwersytetu im. Adama Mickiewicza.
1962 Badania antropologiczne na Pomorzu Zachodnim. Poznań: Uniwersytet im. Adama Mickiewicza.
1961 Práce Spojené polsko-arabské antropologické expedice v Egiptĕ v roce 1956: (předneseno na členské schůzi Anthropologické společnosti v Brně dne 20. kvĕ tna 1959). Brno: wydawnictwo nieznane.
1961 Szkielety średniowieczne ze Szczecinka: (domniemane szczątki kostne książąt pomorskich z b. klasztoru OO. Augustianów zwanego Marientron). Poznań: Państwowe Wydawnictwo Naukowe.
1954 Neolityczne ludzkie szczątki z Biskupina /Čelovečeskie ostanki neolitičeskogo veka iz Biskupina /Ossements humains néolitique trouvés à Biskupin près de Poznań (Pologne). Poznań: wydawnictwo nieznane.
1953 Wczesnośredniowieczne czaszki polskie z Ostrowa Lednickiego: Crania polonica. Wrocław: Polskie Towarzystwo Ludoznawcze.
1949 Szczątki ludzkie sprzed około 2500 lat znalezione w Biskupinie w 1945 roku. Poznań: wydawnictwo nieznane.
1948 Antropologiczne zróżnicowanie młodzieży szkół akademickich m. Lwowa w roku akad. 1937/38. Poznań: wydawnictwo nieznane.
1948 Zróżnicowanie antropologiczne wychowanków Korpusu Kadetów nr 1 we Lwowie w roku 1938. Kraków: wydawnictwo nieznane.
1947 Badania antropo-socjologiczne młodzieży szkół akademickich we Lwowie w roku akademickim 1937/38: zróżnicowanie społeczno-zawodowe. Poznań: wydawnictwo nieznane.
1938 Kozacy kubańscy pod względem antropologicznym. Poznań: wydawnictwo nieznane.